# Jérôme De Mayer
Jérôme De Mayer (ur. 21 lipca 1875, zm. 18 sierpnia 1958) – belgijski łucznik, trzykrotny medalista olimpijski.
De Mayer startował na Letnich Igrzyskach Olimpijskich 1920 w Antwerpii.  Podczas tych igrzysk sportowiec sklasyfikowany został w trzech konkurencjach i we wszystkich zdobył medale olimpijskie (złoto – 50 m drużynowo i 33 m drużynowo a srebro z 28 m drużynowo). Wszystkie te konkurencje były jednak słabo obsadzone; w zawodach startowały bowiem dwie ekipy (Belgia i Francja); wyjątkiem było strzelanie drużynowe z 28 m, gdzie oprócz tych dwóch startowała jeszcze Holandia (Holendrzy zdobyli nawet złoto).
De Mayer był teściem Oscara Kesselsa, prezydenta Międzynarodowej Federacji Łuczniczej w latach 1957-1961.